# Степанюк Анна Володимирівна
Анна Володимирівна Степаню́к (нар. 31 жовтня 1992, Луцьк, Україна) — українська волейболістка, догравальниця, гравчиня національної збірної. Переможниця європейської ліги 2017 року.

## Біографія
Вихованка луцької дитячо-юнацької спортивної школи. Перший тренер — Олена Алексєєва. Кольори місцевої «Волині» захищала з 2009 по 2015 рік. У цей час два рази перемагала в Кубку України і ставала віцечемпіонкою національної першості. Після Універсіади-2015 отримала вигідну пропозицію з Азербайджану, у складі столичного «Азерйола» грала в півфіналі єврокубкового турніру. У наступних сезонах виступала на турецький «Самсун» і індонезійську «Джакарту».
У складі студенської збірної України здобула «срібло» на Універсіаді 2015 року в Південній Кореї. На цьому змаганні представляла Східноєвропейський національний університет імені Лесі Українки.
2017 року національна збірна України здобула перемогу в Євролізі, а Анну Степанюк визнали найкращим гравцем турніру
Дружина капітана чоловічої збірної України Олега Плотницького.

## Клуби
| Роки      | Команди                            |
| --------- | ---------------------------------- |
| 2009—2015 | «Волинь-Університет-ОДЮСШ» (Луцьк) |
| 2015—2016 | «Азерйол» (Баку)                   |
| 2016      | «Самсун Анакент»                   |
| 2017—2019 | «Джакарта Пертаміна Енерджі»       |

## Досягнення
- Переможець Євроліги (1): 2017
- Срібний призер Універсіади (1): 2015
- Володар кубка України (2): 2012, 2013
- Срібний призер чемпіонату України (2): 2012, 2013
- Чемпіон Індонезії (1): 2018
- Срібний призер чемпіонату Індонезії (2): 2017, 2019

## Статистика
Статистика виступів на чемпіонатах Європи:
| Турнір                | Ігри | Очки |
| --------------------- | ---- | ---- |
| Чемпіонат Європи 2017 | 3    | 28   |
| Чемпіонат Європи 2019 | 5    | 16   |
| Всього                | 8    | 44   |

## Галерея

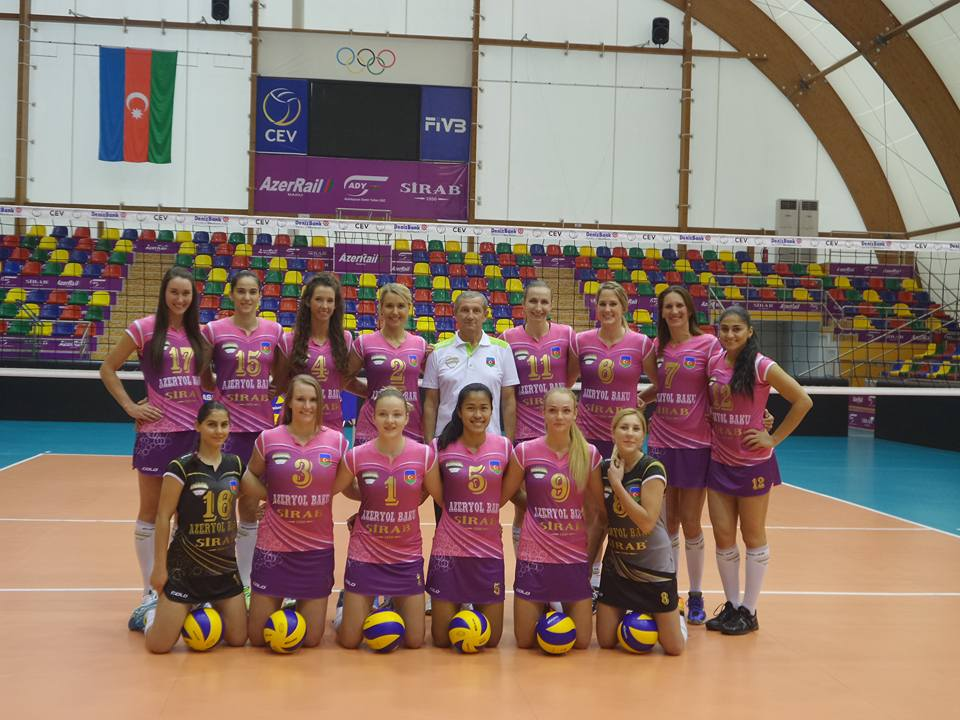
«Азерйол» у сезоні 2015/16: Анна Степанюк (№ 9), Катерина Жидкова (№ 11), Олена Пархоменко[en] (№ 7).
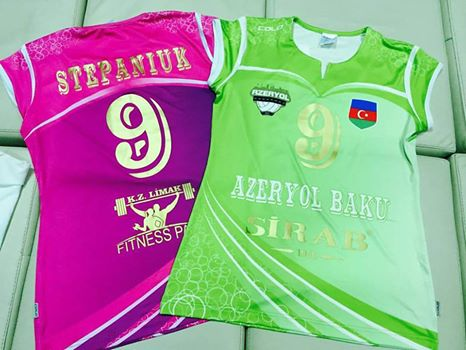